# المزياديين
المزياديين أو المزيديين هي السلالة التي حكمت دولة شروانشاه لمدة 166 عامًا تقريبًا. أخذت السلالة اسمها من يزيد بن مزيد، الحاكم الأذربيجاني للخلافة العباسية. بدأ حكم الأسرة المزيدية عام 861، وانتهى عام 1027 عندما استولى كسرانيون، الفرع الفارسي النهائي للسلالة، على العرش. شيروانشاه الثاني، آخر أفراد الأسرة المزيدية. توفي يزيد بن أحمد سنة 1027. يُعرف
حكام سلالة المزياديين باسم شروانشاه . ومع ذلك، قبل فترة التأسيس، كان لقب الحاكم هو الأمير أو الحاكم، وتم استخدام لقب الشاه بدلاً من ذلك لاحقًا.

## تأسيس السلالة
مؤسس سلالة المزياديين هو يزيد بن مزيد 7. وينتمي إلى قبيلة عربية الأصل هاجرت من سوريا في القرن العشرين. اسمه الحقيقي "يزيد بن مزيد بن زيادة بن عبد الله بن شيبان" وهو في الأصل من قبيلة شيبان. وبفضل عمه معن بن زائدة الشيباني ارتقى إلى مراتب مهمة في الجيش في وقت قصير. يزيد، الذي بدأ الخدمة العسكرية في منطقة سيستان لأول مرة، قمع التمرد في خراسان الكبري في عهد أبو عبد الله المهدي (من 775 إلي 785) وحارب بيزنطة تحت قيادة هارون الرشيد عام 782. وكان مخلصاً للهادي خلال فترة حكمه في كوركان، ومقابل ولائه تمت مكافأته بسيادة أرمينيا. 

## السلالة
- هيثم بن خالد (861-؟)
- محمد الأول (؟-؟)
- هيثم الثاني (؟-؟)
- علي الأول (؟ -913)
- محمد الثاني (913-917)
- يزيد مزيد الأول (917-948)
- محمد الثالث (سبتمبر 948 – يونيو 956)
- أحمد مزيد (يونيو 956 - يونيو 981)
- محمد الرابع (يونيو 981 – نوفمبر 991)
- يزيد مزيد الثاني (991-1027)

## مصدر
1. ↑  V. Minorski, Şirvan və Dərbəndin tarixi, səh. 42